# Somebody to Love (пісня Джастіна Бібера)
«Somebody to Love» (укр. Когось любити) — пісня канадського співака Джастіна Бібера. Вона стала другим синглом з його альбому My World 2.0. Написана Гізер Брайт та The Stereotypes, і спродюсована The Stereotypes. Спочатку ця пісня була записана наставником Бібера, R&B-співаком Ашером, для свого шостого студійного альбому Raymond v. Raymond (2010). Після того, як Бібер почав працювати з лейблом Ашера, The Stereotypes переконали віллати пісню Біберу, де Ашер став бек-вокалістом. Пісня написана в жанрі поп, яка також має елементи жанру R&B, а також помітний вплив євродиско. 20 квітня 2010 року пісня була представлена у ефірах радіоформатів mainstream та rhythmic. Ремікс на пісню за участі Ашера увійшов до першої компіляції Бібера My Worlds: The Collection та його другого реміксового альбому Never Say Never: The Remixes.
Пісня була заново записана з Ашером для офіційного ремікса, який вийшов 25 червня 2010 року. Варіація пісні, в дещо іншій обробці створеній Бені Бланко, виводить вокал Ашера на центральний план, який доповнює вокал Бібера. Згодом вона ввійшла до наступного після альбому Raymond v. Raymond мініальбому Ашера Versus. У Японії ця пісня вийшла разом із «Ніколи не скажіть ніколи», як подвійний сингл на стороні А. Пісня отримала позитивні відгуки критиками, які відзначили вдале поєднання танцювальних ритмів та ліричного тексту. «Somebody to Love» став третім поспіль синглом Бібера у топ-10 чарту Канади, і четвертим поспіль синглом у топ-20 у чарті Сполучених Штатів. Він також потрапив до перших двадцяток хіт-парадів у Німеччині, Новій Зеландії та Австралії.
Музичне відео на офіційний ремікс пісні, знятий режисером Дейвом Майєром, побудоване суто на хореографії та поєднанні різних танцювальних стилів. В кліпі продемонстровані виступи декількох танцювальних колективів, зокрема, Beat Freaks і Poreotics. На думку критиків, у відео зроблені відсилки до танцювальних кліпів Ашера та Кріса Брауна. Бібер неодноразово виконував цю пісню, в тому числа на MTV Video Music Awards 2010 та сьомому сезоні шоу The X Factor у Великій Британії.

## Створення
Джонатан Іпп із The Stereotypes для журналу Rap-Up підтвердив, що пісню спочатку було написано для Ашера, але виникли певні неузгодженості з лейблом. За словами Іпп, Перез Хілтон був одним з тим, хто рекомендував пісню саме для Бібера, з чим погодилися продюсери. Іпп сказав, що лейбл Ашера Jive Records «не був упевнений, що вони хотіли зробити цей з запис для Ашера», тому вони зв'язалися з менеджером Бібера, Скутером Брауном, і Бібер записав трек. Джонатан Іпп прокоментував ремікс так: «Тепер Ашер повернувся у пісню, у ремікс, тому немає на що скаржитися». Варіація композиції в дещо іншому записі, де Ашер є провідним вокалістом за участі Бібера, увійшла до мініальбому, що вийшов після шостого студійного альбом, під назвою Versus. Версію пісня для Versus спродюсував Бенні Бланко.

## Композиція та реакції критиків
«Somebody to Love» — це пісня в жанрі поп. Вокал Бібера у пісні поєднує поп із R&B стилем. Пісня також має елементи євродиско. Має музичний розмір ціла нота (С), пісня написана в тональності до мінор, а вокал Бібера охоплю діапазон від низької ноти G3 до високої ноти C5. Пісня має акордну прогресію Cm7–B♭–F.
Джоселін Віна пісня з MTV News схарактеризувала пісню як «танцювальний трек, в якому він сповідує свою любов до дівчини і говорить їй, що він зробить що-небудь для неї» і «клубна поп-мелодія». Джоді Розен з Rolling Stone назвав пісню «понтовим євродиско». Лорен Картер із Бостон Геральд назвав трек «веселим та оптимістичним» і сказав: «це шедевр і трек для завантаження — дайте слухачам можливість танцювати або мріяти, залежно від ситуації».
Фрейзер Макалпін з BBC Music написав, що «Somebody to Love є простим і зрозумілим закликом до другої половинки, говорячи про те що ми все відчуваємо». Моніка Еррера з Billboard зазначила: «„Somebody to Love“ дає найяскравіші докази того, що він більш ніж здатний подолати бар'єр від підлітка до дорослої зірки».

## Позиції в чартах
У Сполучених Штатах «Somebody to Love» увійшов до чарту Billboard Hot 100, зайнявши дев'яносто восьму сходинку. Після тижнів постійного підйому в чарті пісня піднялася до п'ятнадцятого місця 17 липня 2010 року. Після початку цифрових продажей після випуску альбому My World 2.0, сингл дебютував на дев'яносто четвертій сходинці канадського чарту Canadian Hot 100. Пісня покинула чарт наступного тижня і знову з'явилася там 12 червня 2010 року на дев'яносто першому місці. Після повторного потрапляння до хіт-параду та постійного підйому в чарті, сингл сягнув десятої сходинки 3 липня 2010 року. Він також посів двадцяте і тридцять шосте місця в американських чартах Pop Songs та Latin Pop Airplay відповідно.
Пісня також увійшла до низки міжнародних чартів. «Somebody to love» 6 червня 2010 року зайняла сорок сьому сходинку британського чарту UK Singles Chart. Наступного тижня пісня опустилася до шістдесят другого місця. За тиждень сингл піднявся до своєї найвищої, тридцять третьої позиції. У Австралії «Somebody to love» дебютував у хіт-параді на сорок сьомій сходинці 5 липня 2010 року. Наступному тижня сингл піднявся до своєї пікової сходинки — до дванадцятої. В японському чарті Japan Hot 100 пісня сягнула першої десятки, посівши третю сходинку. «Somebody to love» увійшов до першої двадцятки у чартах у Німеччини та Нової Зеландії, першої тридцятки Австрії та хіт-парадів Швейцарії та Бельгії. Численні появи пісні в чартах Європи дозволили пісні посісти тридцять третє місце хіт-параду European Hot 100.

## Музичне відео

### Створення

Бібер танцює разом із танцюристами на тлі каліграфічних написів і смуги полум'я разом з Ашером

Музичне відео для офіційного версії реміксу пісні за участі Ашера зняли впродовж тижня, починаючи з 9 травня 2010 року, режисером Дейвом Маєрсом. Відео було поставлене компанією Jamaica Craft, що працювала над хореографією для кліпів Ашера і Ciara. На відміну від сюжетної лінії, як у попередніх відео Бібера, кліп зосереджений над танцями та хореографією. Маєрс заявив, що хоче, щоб відео було більш грайливим, заявивши,

Ми залучаємо Джастіна до світу танцю у цьому відео, даючи Джастіну можливість інтегруватися в різні стилі танцю. Таким чином, ми дотримувалися досить простого напрямку мистецтва, просто справді графічне і дійсно висуваючи на перший план танець. Немає великих сюжетних ліній, немає натовпів людей, просто справжня чистота.

Анонс відео розмістили на сайті AOL PopEater.com, а потім на каналі Бібера VEVO, в тому числі опубліковано кадри із-за лаштунків знімання з танцями Бібера, і основні моменти знімання з Ашером на зеленому тлі. Бібер сказав: "Це дійсно чудово, мати можливість працювати з професійними танцівниками, ви знаєте, такими, які брали участь у ABDC, а також отримати похвалу від хореографа Jamaica, який сказав, що Бібер «убиває його» і що їй не потрібно було нічого коригувати в його танцях. Відео було презентоване 17 червня 2010 року під час шоу сьомого сезону шоу Думаєш, ти умієш танцювати?, і його представив Ашер після виконання своєї пісні "OMG". Згодом, тієї ж ночі, кліп було презентовано ніч на VEVO та 18 червня 2010 року 20/20. У відео знялися численні танцювальні колективи, в тому числі, переможці п'ятого сезону танцювального шоу America's Best Dance Crew Poreotics, учасники третього сезону Beat Freaks, а також The Syrenz, LXD, Medea Sirkas, сольні танцівники Сімрін Плеєр та Bboy Fly та низка інших танцівників та колективів. Співачка/актриса та модель Катерина Ґрем знялася як камео у сцені з Poreotics. Найкращий друг Бібера — Раян Батлер, який з'являвся у відео на пісню «One Time», також знявся з Бібером у кліпі, одягнувши футболку з рекламою свого акаунту в Твіттері. За словами Теймер Антай з MTV News, відео «робить віддалені натяки», на кліпи «Pass the Courvoisier, Part II» Busta Rhymes та «Wall to Wall» Кріса Брауна. Хореографічна сцена з рюкзаками та гуртом LXD нагадує відео на пісню Ашера «You Make Me Wanna...» 1997 року.

### Синопсис і відгуки
На відео Бібер танцює з декількома танцювальними колективами на чорному тлі, а також у сценах з ніндзя та полум'ям. Відео починається з того, що Бібер танцює з різними танцюристами у світлі прожектора прожектора, після чого Бібер танцює наодинці із дівчиною. Потім Бібера виконує хореографічний номер в стилі степпінг з двома танцівниками, без сорочок, в червоних капелюхах і з червоними підтяжками. За допомогою диму відео переходить на інших кадр, де Бібер танцює разом з Beat Freaks. Ашер співає свій куплет разом із The Syrenz, які танцюють в кімнаті з металевими люстрами, перш ніж Бібер починає співати танцювати у тому ж приміщенні разом із Poreotics. Згодом Бібер і Ашер співають і танцюють з Medea Sirkas, які одягнені у вбрання ніндзя на тлі китайського ієрогліфа («Любов») і полум'я, перш ніж повертаються до чорного тла і металевих люстри, де Бібер танцює з Simrin Player та LXD в сцені з наплічниками. По завершенню Бібер та танцюють разом, перш ніж кліп закінчується фінальною сценою Бібера та Ашера на тлі китайського ієрогліфа та полум'я.
Моніка Еррера з Billboard заявила, що «зоряна сила Ашера явно передалась 16-річному», сказавши, що Бібер «демонструє привабливі рухи» і «використовує складну хореографію». Джоселін Віна з MTV News коментує: «У той час як Бібер раніше дратував своїми танцювальними навичками у відео „Baby“, він насправді передав плавні рухи Ашера в цьому новому кліпі». Теймер Антай з MTV сказав: «Ашер робить більшу частину важкого танцювальної роботи, і Джастін Бібер, який більше є співаком, ніж танцюрист, не загрожує піднятися Ашеру на танцмайданчику». Антай порівнює рухи Бібера з Ашером у його відео «Caught Up», сказала: «приємно бачити, як Джастін розширює сферу талантів, включивши рухи тазом, сповільнений стиль Матриці» і «також приємно бачити, як Джастін виглядає трохи зрілішим і витонченому в капюшоні та шкіряній куртці… і його відео ростуть з ним, оскільки це його найгарячіше, найгандіозніше відео». Антай також прокоментував привабливість відео, високо оцінивши Меєрса, «який зробив цю класичну постановку в стилі початку 00-х років витративши чимало грошей на зйомки — для використання вогню, чуваків без сорочок, білих ніндзя…»

## Виконання наживо
Бібер виконував «Somebody to Love» неодноразово, зокрема свого світового концертного туру My World Tour. Під час телевізійних виступів він виконував пісню переважно разом з «Baby» та іншими своїми попередніми піснями. Він виконував пісню на різних майданчиках, зокрема, в Уельсі, на фестивалі BBC Radio 1's Big Weekend 22 травня 2010 року. Крім того, Бібер виконав її у шоу The Today Show разом з «Baby» і «One Time» 4 червня 2010 року. Він виконав пісню з «Baby» за участі Дрейка 21 червня 2010 року на церемонії нагородження MuchMusic Video Awards 2010. Окрім того, він виконував пісню разом із «Baby» у Macy's Fourth під час July Fireworks Spectacular 4 липня 2010 року.
«Somebody to Love» також виконувалася разом з «U Smile» та «Baby» на MTV Video Music Awards 2010 12 вересня 2010 року у супроводі танцювального колективу та музичного гурту. Для виступу Бібер вбрався у чорно-червону куртку та кардиган в стилі 50-х років, заїхавши в Nokia Theater на червоному автомобілі Chevrolet 1957 року, а його супроводжували дівчата (зробивши відсилку до пісні The Beatles A Hard Day's Night). Потім він виконав «U Smile» як вступ, а потім «Baby» та «Somebody to Love», які мали танцювальні частини, в супроводі танцюристів у тому ж одязі що й він. Під час виконання «Somebody to Love» Бібер та підтанцьовка виконували складну танцювальну програму, в тому числі і юні діти, за якими співак виконав соло на барабанах. Під час виконання пісні в зал сипалося чорне і червоне конфетті. Критики позитивно оцінили виступ, а Джоселін Віна з MTV News назвала Бібера «потрійною загрозою». «Baby» та «Somebody to Love» були виконані Бібером у сьомому сезоні шоу The X Factor у Великій Британії 28 листопада 2010 року.

## Трек-лист
| - Європейський промо-CD 1. «Somebody to Love» — 3:40 2. «Somebody to Love» (Ремікс за участі Ашера) — 3:43 - Британський сингл цифрового завантаження 1. «Somebody To Love» — 3:40 2. «Where Are You Now» — 4:27 | - Японський CD-сингл (Версія B) 1. «Somebody to Love» (Ремікс за участі Ашера) — 3:43 2. «Never Say Never» (за участі Джейдена Сміта) — 3:49 3. «Somebody to Love» (Ремікс за участі Ашера) [Інструментальна] — 3:41 4. «Somebody to Love» (Ремікс за участі Ашера) [Відео: Створення] |

## Автори
- Автори пісні — Гізер Брайт[en], Джонатан Іп, Рей Ромулс, Джеремі Рівз[en]
- Продюсери — Джонатан Іп, Рей Ромулс, Джеремі Рівз
- Бек-вокал — Ашера (також провідний вокал у Реміксовій Версії)
- Зведення[en] — Джйсен Джошуа[en], Джанкарло Ліно (асистент)
- Звукорежисер — Пат Тралл

Джерело

## Чарти
| Чарт (2010-11)                      | Найвища позиція |
| ----------------------------------- | --------------- |
| Австралія (ARIA)                    | 20              |
| Австрія (Ö3 Austria Top 75)         | 35              |
| Бельгія (Ultratop Flanders)         | 43              |
| Бельгія (Ultratip Wallonia)         | 15              |
| Канада (Canadian Hot 100)           | 10              |
| Європа (European Hot 100 Singles)   | 33              |
| Німеччина (Official German Charts)  | 16              |
| Ірландія (IRMA)                     | 33              |
| Ізраїль (Media Forest)              | 10              |
| Японія (Japan Hot 100)              | 3               |
| Нова Зеландія (RIANZ)               | 12              |
| Іспанія (Airplay Chart)             | 19              |
| Швеція (Sverigetopplistan)          | 54              |
| Велика Британія (UK Singles Chart)  | 33              |
| США (Billboard Hot 100)             | 15              |
| США (Mainstream Top 40) (Billboard) | 20              |

### Річні чарти
| Чарт (2010)      | Позиція |
| ---------------- | ------- |
| Canadian Hot 100 | 100     |

### Продажі та сертифікації
| Регіон          | Організація | Сертифікація |
| --------------- | ----------- | ------------ |
| Сполучені Штати | RIAA        | Платиновий   |
| Норвегія        | IFPI        | Платиновий   |

Примітки
- Всі чарти об'єднують версії альбомні та реміксові версії, за винятком Австралії та Швеції, де увійшли до чартів лише версія офіційного реміксу.

## Історія випуску
| Регіон          | Дата           | Версія           | Формат                                  |
| --------------- | -------------- | ---------------- | --------------------------------------- |
| Сполучені Штати | 20 квітня 2010 | Альбомна версія  | Mainstream [en] rhythmic [en] ротації   |
| Канада          | 24 травня 2010 | Альбомна версія  | Top 40, AC ротації                      |
| Велика Британія | 31 травня 2010 | Альбомна версія  | CD-сингл                                |
| Нова Зеландія   | 25 червня 2010 | Офіційний ремікс | Цифрове завантаження                    |
| Сполучені Штати | 29 червня 2010 | Офіційний ремікс |                                         |
| Сполучені Штати | 29 червня 2010 | Офіційний ремікс | Цифрове завантаження Urban [en] ротація |
| Японія          | 18 серпня 2010 | Офіційний ремікс | CD-сингл                                |